# プラスマイナス記号
プラスマイナス記号（プラスマイナスきごう、±）は近似値の精度を示すためや、符号のみが異なる2つの値を略記する簡便な記法として、広く使われる数学記号である。
数学ではこの記号は「プラスマイナス」（英: plus or minus）と読み、片方が正で片方が負のちょうど2つの答えが考えられることを示す。また後述の#マイナスプラス記号と合わせて複号とも呼ばれる。
しかしほとんどの実験科学では、この記号は「増減がある」（英: give or take）と読み、測定値が取りうる上限から下限までの範囲を示す。

## 歴史
1626年にアルバート・ジラールが数学的な意味で初めて使用した。

## 精度を示す用法
± で近似値を表す用法が最もよく見られるのは、量の数値をその公差やその統計的誤差の範囲と組み合わせて表すときである。たとえば、「5.7 ± 0.2」は5.7から0.2単位内にあると規定もしくは推定される量を示す。5.7 − 0.2 から 5.7 + 0.2 までの範囲内のあらゆる値がありうる。より厳密には、科学的な使用ではその間隔内に存在する確率が、通常2標準偏差 (95.4%) の確率となる。
百分率を使って許容誤差を示す用法もある。たとえば、230 V ± 10% は電圧が 230 V の両側 10% の範囲内 (207 V - 253 V) にあることを指す。

## 符号が反対の2つの値の略記法としての用法
± には、数学の方程式で、たとえば1つの公式で2つの等式を表すための略記法としての用法が見られることがある。最も有名な例に二次方程式の解の公式がある:
もし ax2 + bx + c = 0 (a ≠ 0) ならば、
{\displaystyle \displaystyle x={\frac {-b\pm {\sqrt {b^{2}-4ac}}}{2a}}.}
省略せずに書くと、これは方程式に2つの解があると述べている。すなわち
{\displaystyle \displaystyle x={\frac {-b+{\sqrt {b^{2}-4ac}}}{2a}}}
および
{\displaystyle \displaystyle x={\frac {-b-{\sqrt {b^{2}-4ac}}}{2a}}}
他の例が三角恒等式に見られる。
sin (x ± y) = sin x cos y ± cos x sin y
これは2つの等式を略したものである。1つは等式の両側を + にしたものであり、1つは両側を − にしたものである。
正弦関数のテイラー展開の公式では、この表現のやや異なった用法が見られる:
{\displaystyle \sin x=x-{\frac {x^{3}}{3!}}+{\frac {x^{5}}{5!}}-{\frac {x^{7}}{7!}}+\dots \pm {\frac {1}{(2n+1)!}}x^{2n+1}+\cdots }
これはやや濫用ぎみの記法だが、（0から数えて）偶数番目の n の項は加算されるが、奇数番目の項は減算されるというように項の符号が交互に現れることを示している。この場合、量 (− 1)n（n が偶数のときは + 1 を、n が奇数のときは − 1 を与える）を使えば、より曖昧さの少ない表現になる。

## マイナスプラス記号
さらにもう1つ、マイナスプラス記号 (∓) という文字もまれに見られる。これは「x ± y ∓ z」のように、式中で「±」記号と組み合わせて使うときにのみ大きな意味を持つ。この式は「x + y − z」または「x − y + z」とは解釈できるが、「x + y + z」や「x − y − z」とは解釈できない。すなわち「±」で上側の「+」を採るときは「∓」でも上側の「−」の方を採って読み、同様に下側は下側だけで読むのである。このことを複号同順と言う。この式の場合「x ± (y − z)」のように書き換えれば、式の意味は同じままで混乱を避けられるが、
cos (x ± y) = cos x cos y ∓ sin x sin y
のような三角恒等式では「∓」記号を使って書いたほうが読みやすくなる。
ちなみに、「x ± y ± z」のように書いてすべての組み合わせ、すなわち「x + y + z」「x + y − z」「x − y + z」「x − y − z」を表すことを、複号任意と言う。この場合、マイナスプラス記号は用いない。

## 文字コード
| 記号 | Unicode | JIS X 0213 | 文字参照               | 名称         |
| ---- | ------- | ---------- | ---------------------- | ------------ |
| ±    | U+00B1  | 1-1-62     | &plusmn; &#xB1; &#177; | 正又は負符号 |
| ∓    | U+2213  | 1-3-59     | &#x2213; &#8723;       | 負又は正符号 |

- JIS X 0208、JIS X 0213 には、プラスマイナス記号が1面1区62点に存在する。また、JIS X 0213 には、マイナスプラス記号が1面3区59点に存在する。
- ISO/IEC 8859-1、7、8、9、13、15、16 では、プラスマイナス記号がコード B1hex に存在する。
- Unicode の先頭256個のコードポイントは U+00B1 にも存在する。
- この記号には &plusmn; という HTML実体表現も存在する。
- 使用頻度の低いマイナスプラス記号 (∓) は、名前付きHTML実体は持たないが、Unicode ではコードポイント U+2213 で利用可能であり、HTML でも &#8723; で利用可能である。
- TeX では、プラスマイナスとマイナスプラス記号はそれぞれ \pm と \mp のような実体として符号化されている。